# Joseph Smagorinsky

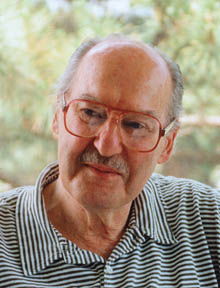
Joseph Smagorinsky

Joseph Smagorinsky (* 29. Januar 1924 in Manhattan, New York; † 21. September 2005 in Skillman, New Jersey) war ein US-amerikanischer Meteorologe an der Princeton University und der U.S. National Oceanic and Atmospheric Administration (NOAA). Er gilt als Pionier der computergestützten Wettervorhersage (numerische Wettervorhersage) und Klimaforschung.

## Leben
Smagorinsky war der Sohn belarussischer Immigranten. Er erwarb einen Bachelor, einen Master und einen Ph.D. an der New York University, wo er unter anderem bei Bernhard Haurwitz und Hans A. Panofsky studierte.
Smagorinsky arbeitete für das Institute for Advanced Study in Princeton und für das Weather Bureau in Washington, D.C., wo er die Wettermodelle um Variablen wie Wind, Wolkendecke, Niederschlag, Luftdruck und Sonneneinstrahlung und Wärmeabstrahlung der Erde erweiterte. Mit dem Aufkommen von Computern in den 1950er Jahren war Smagorinsky einer der Pioniere der numerischen Wettervorhersage über einen Zeitraum von ein oder zwei Tagen hinaus. Von 1955 bis 1983 war er Gründungsdirektor des General Circulation Research Section des NOAA (ab 1959 General Circulation Research Laboratory, ab 1963 Geophysical Fluid Dynamics Laboratory, GFDL), das sich seit 1968 auf dem Campus der Princeton University befand. Er hatte eine Professur für Geologie und Geophysik an der Princeton University inne.
Gemeinsam mit Syukuro Manabe beschrieb Smagorinsky erste Modelle zur Beschreibung einer globalen Erwärmung. Gemeinsam mit Norman A. Phillips verbesserte er die Modelle zur Wettervorhersage. Er trieb über die Weltorganisation für Meteorologie den Einschluss der Messdaten von Satelliten zur Wettervorhersage voran (Wettersatelliten).
Smagorinsky erhielt zahlreiche Auszeichnungen, darunter 1972 die Carl-Gustaf Rossby Research Medal der American Meteorological Society, 1973 die Buys-Ballot-Medaille der Königlich Niederländischen Akademie der Wissenschaften, 1974 den International Meteorological Organization Prize und die 2003 Benjamin Franklin Medal des Franklin Institute. 1986 wurde er zum Mitglied der American Academy of Arts and Sciences gewählt und war Präsident der American Meteorological Society.
Smagorinsky war mit Margaret Knoepfel verheiratet. Das Paar hatte fünf Kinder. Joseph Smagorinsky starb an den Folgen seiner Parkinson-Erkrankung.